# Yuko Nakanishi
Yuko Nakanishi (Japón, 24 de abril de 1981) es una nadadora japonesa especializada en pruebas de estilo mariposa, donde consiguió ser campeona olímpica en 2004 en los 200 metros.

## Carrera deportiva
En los Juegos Olímpicos de Atenas 2004 ganó la medalla de bronce en los 200 metros mariposa, con un tiempo de 2:08.04 segundos, tras la polaca Otylia Jędrzejczak y la australiana Petria Thomas.